# Безгачево (Кировская область)
Безгачево — деревня в Верхнекамском районе Кировской области России. Входит в состав Лойнского сельского поселения. Код ОКАТО — 33207828006.

## География
Деревня находится на северо-востоке Кировской области, в северной части Верхнекамского района. Абсолютная высота — 194 метра над уровнем моря.
Расстояние до районного центра (города Кирс) — 78 км.

## Население
По данным II Ревизии (1748 год) в деревне насчитывалось 11 душ мужского пола.
По данным Всероссийской переписи, в 2010 году численность населения деревни составляла 2 человека (1 мужчина и 1 женщина).